# Axel Estelle
Axel Teodor Constantin Estelle, född 20 maj 1865 i Adolf Fredriks församling, Stockholm, död 18 oktober 1943 i Solna församling, Stockholms län, var en svensk ingenjör.
Axel Estelles far var apotekare och farfadern av fransk härkomst. Efter mogenhetsexamen vid högre latinläroverket i Göteborg 1885 blev Estelle elev vid Kungliga Tekniska högskolan 1886 och tog avgångsexamen från avdelningen för kemisk teknologi 1890. Han studerade även vid Stockholms högskola 1888–89 och efter studieresor i utlandet 1890–92 upprättade han Elektriska prövningsanstalten i Stockholm 1892. Han var Överståthållarämbetets och Svenska brandtarifföreningens inspektör för elektriska anläggningar samt sakkunnig rådgivare vid Medicinalstyrelsen 1893–1901. Han var även överlärare i experimentalfysik vid Tekniska skolan i Stockholm 1893–96. 
År 1901 blev Estelle den förste föreståndaren för Malmö stads elektricitetsverk, vilket tillkom på initiativ av Per Bendz. År 1906 lämnade dock Estelle denna befattning (han efterträddes av H.M. Molin) och var därefter överingenjör och verkställande direktör för Nya Ackumulator AB Jungner till 1910, varefter han verkade som konsulterande ingenjör i Stockholm. År 1912 blev han avdelningsföreståndare hos Accumulatoren-Fabrik AG i Berlin/Hagen, en befattning vilken han innehade till 1932, varefter han åter bosatte sig i Stockholm.

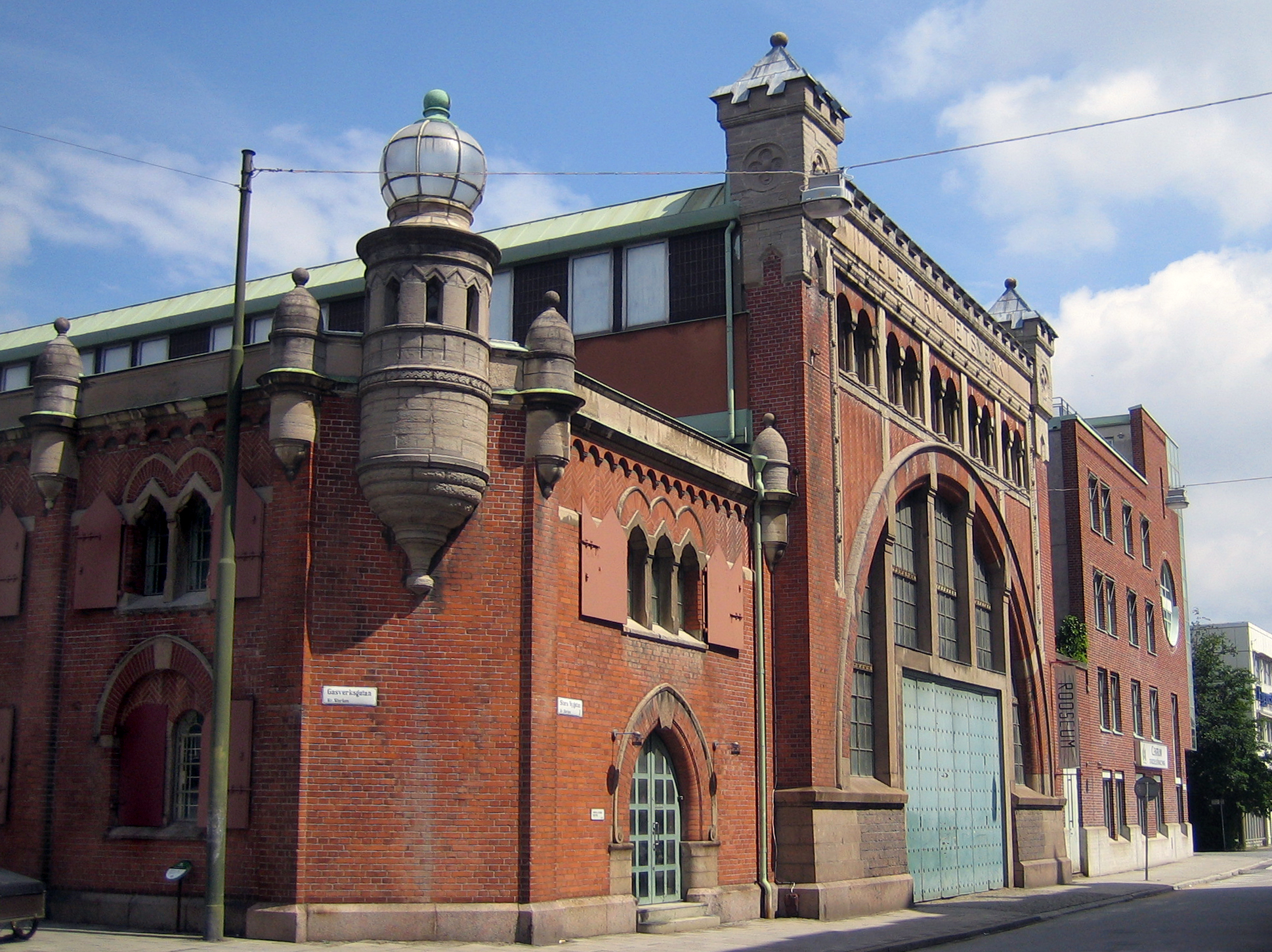
Malmö stads elektricitetsverk från 1901, ritat av John Smedberg och numera inrymmande Moderna museet Malmö.